# Maison de Vendeuvre
La Maison de Vendeuvre est une famille féodale du Moyen Âge, originaire de la ville de Vendeuvre-sur-Barse, dans le comté de Champagne, et était vassale des comtes de Champagne.

## Origines
Il semble exister un castrum à l'emplacement de Vendeuvre-sur-Barse dès le milieu du Xe siècle et la châtellenie semble avoir été construite sur des fragments des ruines de l'ancien comté de Lassois,.
La châtellenie de Vendeuvre comprenait les fiefs suivants : Amance, Beurey, Briel-sur-Barse, Chauffour-lès-Bailly, La Loge-aux-Chèvres, Longpré-le-Sec, Marolles-lès-Bailly, Montmartin-le-Haut, Poligny, Puits-et-Nuisement, Thieffrain, Vauchonvilliers, Vendeuvre-sur-Barse, La Villeneuve-au-Chêne et Villy-en-Trodes.

## Généalogie

### Branche principale
- Hugues Ier de Vendeuvre dit le Gros, premier seigneur connu de Vendeuvre à la fin du Xe siècle et au début du XIe siècle. Il passe un accord avec Boson, abbé de Montiéramey vers 1000-1010. Le nom de son épouse est inconnu, mais il aurait au moins deux enfants :
  - Hugues II de Vendeuvre, qui suit.
  - Liégeard de Vendeuvre, citée dans un acte datant d'entre 1026 et 1049.

- Hugues II de Vendeuvre, cité dans une charte de l'abbaye de Montier-en-Der de 1027 et dans laquelle il a été ajouté qu'il est mort en 1035. Il épouse une femme prénommée Hélisabeth (peut être issue de la maison de Brienne), de qui il aurait eu cinq enfants :
  - Garnier de Vendeuvre, cité dans une charte de l'abbaye de Montier-en-Der de 1027.
  - Hugues de Vendeuvre, cité dans une charte de l'abbaye de Montier-en-Der de 1027.
  - Thibaut de Vendeuvre, qui suit.
  - Humbert de Vendeuvre, cité dans une charte de l'abbaye de Montier-en-Der de 1027.
  - Mainfrede de Vendeuvre, citée dans une charte de l'abbaye de Montier-en-Der de 1027.

- Thibaut de Vendeuvre, mort avant 1090, seigneur de Vendeuvre à la fin du XIe siècle. Il participe à la fondation du prieuré de Merrey-sur-Arce. Le nom de son épouse est inconnu, mais il aurait au moins trois enfants :
  - Hugues III de Vendeuvre, qui suit.
  - Emmeline de Vendeuvre, qui épouse Hugues Ier de Plancy, d'où postérité.
  - peut-être une autre fille qui se serait marié avec un seigneur de Montréal.

- Hugues III de Vendeuvre, mort après 1104. Il est le dernier seigneur à posséder la totalité de la seigneurie de Vendeuvre qui est divisée par la suite en deux branches. Il épouse une femme prénommée Ermangarde (peut être issue de la famille de Marolles ou de Villemaur), de qui il aurait eu quatre enfants :
  - Geoffroy de Vendeuvre, mort entre 1093 et 1104 avant son père.
  - Roscelin de Vendeuvre, tige de la branche aînée, qui suit.
  - Hilduin de Vendeuvre, tige de la branche cadette, qui suit plus loin.
  - Mabile de Vendeuvre, citée dans un charte rédigée entre 1093 et 1104.

### Branche aînée
- Roscelin de Vendeuvre, mort vers 1130, co-seigneur de Vendeuvre avec son frère cadet Hilduin. Le nom de son épouse est inconnu, mais il a au moins six enfants :
  - Geoffroy Ier de Vendeuvre, qui suit.
  - Thibaut de Vendeuvre, cité dans une charte de 1121. Fait un don à l'abbaye de Larrivour avec l'accord de sa femme Ermengarde et de son fils Geoffroy.
  - Ermengarde de Vendeuvre, citée dans une charte de 1121.
  - Humbeline de Vendeuvre, citée dans une charte de 1121.
  - Fayenne de Vendeuvre, citée dans une charte de 1121.
  - Richilde de Vendeuvre, citée dans une charte de 1121.

- Geoffroy Ier de Vendeuvre, mort avant 1179, co-seigneur de Vendeuvre. Il épouse une femme prénommée Hawide, de qui il a quatre enfants :
  - Geoffroy II de Vendeuvre, qui suit.
  - Rihaut de Vendeuvre, qui épouse Guy de Vitry et qui ont ensemble deux enfants : Guillaume et Geoffroy.
  - Adélaïde de Vendeuvre, qui épouse Ouri de Belrain et qui ont ensemble trois enfants : Guillaume, Baudouin et Téceline.
  - Hodierne de Vendeuvre, qui épouse Pons de Blacy et qui ont ensemble un enfant : Geoffroy.

- Geoffroy II de Vendeuvre, mort après 1179, co-seigneur de Vendeuvre. Il épouse une femme prénommée Dameron, veuve de Robert de Montchardon, de qui il a trois enfants :
  - André de Vendeuvre, qui suit.
  - Geoffroy de Vendeuvre, cité dans des chartes de 1202 et 1207.
  - Hawide de Vendeuvre, qui épouse Geoffroy de Saint-Julien et qui ont ensemble deux enfants : André et Kalet.

- André de Vendeuvre, mort vers 1200, co-seigneur de Vendeuvre. Il épouse Clémence la Rousse, dame de Cirey, fille de Thécelin de Cirey et de Béatrix de Saint-Sépulcre, et qui épousera en secondes noces Baudouin Taillefer d'Amance. André et Clémence ont ensemble une fille unique :
  - Marguerite de Vendeuvre, qui suit.

- Marguerite de Vendeuvre, morte après 1264, dame de la moitié de Vendeuvre. Elle épouse Gérard Ier de Durnay, fils de Jacques de Durnay et d'Agnès de Bar-sur-Seine, et ont ensemble au moins trois enfants. En 1244, ils rachètent à Eudes de Broyes et sa femme Agnès leur part de la seigneurie de Vendeuvre.
  - Miles de Durnay, probablement mort avant ses parents.
  - Jean de Durnay, qui succède à ses parents pour la seigneurie de Vendeuvre. En 1268, il rachète les parts de Milet de Pougy, puis celles de Guillaume de Clefmont et son frère Jean Gaulart.
  - Jacques de Durnay, seigneur de Baroville et Gronay.

### Branche cadette
- Hilduin de Vendeuvre, mort vers 1160, co-seigneur de Vendeuvre avec son frère aîné Roscelin, fils d'Hugues III de Vendeuvre ci-dessus († ap. 1104). Conseiller des comtes de Champagne Thibaut II puis d'Henri Ier. Il épouse en premières noces Emmeline de Chappes, dame de Dosches, fille de Clarembaud II de Chappes et d'Aélis du Donjon de Brienne, et a avec elle un enfant. Veuf, il épouse en secondes noces une femme prénommée Ode, dont le nom de famille est inconnu, et avec qui il a deux autres enfants :
  - de (1) : Laurent de Vendeuvre, qui suit.
  - de (2) : Hilduin de Vendeuvre, cité comme témoin dans un acte de 1153.
  - de (2) : Eudes de Vendeuvre, tige de la branche benjamine, qui suit plus loin.
  - peut-être Humbeline de Vendeuvre, qui épouse Barthélemy, seigneur de Nogent-en-Bassigny puis le comte de Vaudémont Gérard II.

- Laurent de Vendeuvre, mort en 1172 ou 1173, co-seigneur de Vendeuvre, neveu de Hugues de Payns. Il épouse une femme nommée Ermessent de Sens, fille de Salon, vicomte de Sens, avec qui il a quatre enfants :
  - Hugues IV de Vendeuvre, qui suit.
  - Bouchard de Vendeuvre, seigneur de Vallery, tige de la branche dite de Vallery, qui suit plus loin.
  - Hilduin de Vendeuvre, trésorier de la cathédrale de Sens en 1170, puis doyen du chapitre de la cathédrale Saint-Mammès de Langres vers 1189, et enfin évêque de Langres de 1200 jusqu'à sa mort en 1203.
  - Adélaïde de Vendeuvre, abbesse de Notre-Dame-aux-Nonnains à Troyes de 1211 à 1231.

- Hugues IV de Vendeuvre, mort en 1198, co-seigneur de Vendeuvre. Il épouse Helvise de Chacenay, fille de Jacques Ier, seigneur de Chacenay, et d'Agnès de Brienne, et ils ont ensemble deux ou trois enfants :
  - Ermessent de Vendeuvre, qui suit.
  - Helvise de Vendeuvre, qui épouse Manassès de Pougy, fils de Renaud II, seigneur de Pougy, et d'Ode de Noyers, d'où postérité, dont Milet de Pougy qui vend ses parts de Vendeuvre à Jean de Durnay en 1268.
  - peut-être Laure de Vendeuvre.

- Ermessent de Vendeuvre, morte entre 1227 et 1229, dame en partie de Vendeuvre. Elle épouse Simon IV de Clefmont, fils de Simon III de Clefmont, seigneur de Clefmont, et de Béatrix de Champlitte, et ils ont ensemble quatre enfants :
  - Simon IV de Clefmont, qui succède à son père comme seigneur de Clefmont.
  - Eudes de Clefmont, qui succède à sa mère comme co-seigneur de Vendeuvre et seigneur de Pierrefitte-sur-Aire. Il épouse Jeanne de Belrain, dame de Pierrefitte-sur-Aire. Ses enfants Guillaume de Clefmont et Jean Gaulart vendent leurs parts de Vendeuvre à Jean de Durnay en 1268.
  - Jean de Clefmont, cité dans une charte de 1235.
  - Agnès de Clefmont, qui épouse Wichard d'Acraignes, avoué de l'abbaye de Flavigny.

### Branche benjamine
- Eudes de Vendeuvre, mort entre 1198 et 1200, co-seigneur de Vendeuvre, fils d'Hilduin de Vendeuvre ci-dessus († v. 1160). Il épouse Béatrix de Saint-Sépulcre, fille de Zacharie, seigneur de Saint-Sépulcre, et de son épouse Emmeline, et ils ont ensemble un enfant :
  - Ode Vendeuvre, qui suit.

- Ode de Vendeuvre, morte après 1220, dame en partie de Vendeuvre. Elle épouse Hugues IV de Broyes, fils de Simon II de Broyes-Commercy et de Nicole de Traves, et ils ont ensemble :
  - Hugues V de Broyes, qui succède à son père comme seigneur de Broyes.
  - Eudes de Broyes, qui succède à sa mère comme co-seigneur de Vandœuvre. En 1244, il vend avec sa femme Agnès sa part de la seigneurie de Vendeuvre à Gérard Ier de Durnay pour 4 000 livres.
  - Simon de Broyes, chanoine de l'église de Reims.
  - Gaucher de Broyes, chanoine de l'église de Reims.
  - Marguerite de Broyes, citée dans une charte de 1223.
  - Ermensende de Broyes, religieuse à l'abbaye Notre-Dame-aux-Nonnains à Troyes.

### Branche de Vallery
- Bouchard de Vendeuvre, mort entre 1210 et 1218, seigneur de Vallery et co-seigneur de Dosches, fils de Laurent de Vendeuvre ci-dessus († v. 1173). Il épouse Mahaut de Roucy, fille d'Alain de Roucy, seigneur de Montréal (Aude), et de son épouse Clémence, et ils ont ensemble quatre enfants :
  - Jean de Vallery, qui suit.
  - Hugues de Vallery, co-seigneur de Marolles-sur-Seine par sa femme, tige de la branche dite de Marolles-sur-Seine, qui suit plus loin.
  - Isabelle de Vallery, qui épouse en premières noces Gilles de Melun, seigneur de Villefermoy, fils d'Adam de Melun (neveu de Joscelin (II) vicomte de Melun) et d'Helvise de Nangis, mais ils n'ont probablement pas de postérité. Veuve, elle épouse en secondes noces Pierre de Courtry, fils de Pierre, seigneur de Courtry, et de Comtesse (probablement de Venizy).
  - Ermessent de Vallery, citée dans un acte de 1219.

- Jean Ier de Vallery dit le Preudomme, mort en 1268 ou 1269, seigneur de Vallery et de Dosches, puis de Saint-Valérien. Il part une première fois en Terre Sainte en 1240, puis de nouveau en 1249 où il combat à la prise de Damiette lors de la septième croisade puis fait partie des négociateurs chargés de la délivrance du roi après sa capture. Il épouse en premières noces Agnès de Pougy, dame de Saint-Valérien, fille de Milon de Pougy et d'Élisabeth de Brienne-Ramerupt, et sœur d'Ode de Pougy (femme d'Hugues de Vendeuvre-Vallery, sire de Marolles ci-dessus, frère de Jean Ier de Vallery : les deux sœurs épousent les deux frères ! Sans doute la même que l'abbesse Ode de Pougy), avec qui il a cinq enfants. Veuf, il épouse en secondes noces Clémence, dame de Fouvent, veuve de Guillaume de Vergy, sénéchal de Bourgogne, fille d'Henri de Fouvent et d'Agnès de Broyes, mais ils n'ont pas de postérité ensemble.
  - Érard de Vallery, qui suit.
  - Jean II de Vallery, mort avant 1276. Il combat à la prise de Damiette en 1249 lors de la septième croisade et est capturé par les Sarrasins avant d'être sauvé par son frère aîné.
  - Guillaume de Vallery, chanoine à Sens. Il épouse une femme prénommée Marguerite, dont le nom de famille est inconnu, mais n'a probablement pas de postérité.
  - Mile de Vallery, chevalier, cité dans un acte de 1248 et mort avant 1276.
  - Mahaut/Mathilde de Vallery, abbesse de Notre-Dame-aux-Nonnains à Troyes de 1249 à 1262.

- Érard de Vallery, mort en 1276 ou 1277, seigneur de Vallery et de Saint-Valérien et connétable de Champagne. Il combat à la prise de Damiette en 1249 lors de la septième croisade, puis il sauve son frère puîné pris par les sarrasins avant la reddition de l'armée avant de faire partie des négociateurs chargés de la délivrance du roi après sa capture. En 1253, il est fait prisonnier à la bataille de Westkapelle où il combat aux côtés de Gui de Dampierre et est libéré en 1255 contre rançon. En 1265, il accompagne Eudes de Bourgogne , comte de Nevers, en Terre Sainte. Lors de son retour, il rejoint Charles d'Anjou et combat à la bataille de Tagliacozzo en 1268 où il s'illustre. En 1270, il participe à la huitième croisade. En 1271, il est nommé par le roi Philippe III le Hardi chambrier de France. Il épouse une femme prénommée Marguerite, dame de Fains, dont le nom de famille est inconnu, mais n'a pas de postérité.

### Branche de Marolles-sur-Seine
- Hugues de Vallery, mort après 1239, seigneur de Marolles, fils de Bouchard de Vallery († v. 1210/1218) et Mahaut de Roucy ci-dessus, frère de Jean Ier et oncle d'Erard et Jean II de Vallery. Il participe probablement à la croisade des barons en 1239 avec son frère aîné Jean de Vallery, mais y trouve la mort. Il épouse Ode de Pougy (Ode ?), dame de Saint-Valérien, fille de Milon de Pougy et d'Élisabeth de Brienne-Ramerupt, avec qui il a au moins enfants :
  - Eudes de Vallery, qui suit.
  - une fille (Agnès ? Ode ?) qui épouse Hugues, seigneur de Thianges, dont elle a au moins un enfant, Érard de Thianges, qui sera également plus tard seigneur de Vallery, Villethierry et Marolles-sur-Seine.
  - Ode de Vallery dont l'anniversaire est célébré à l'Abbaye Notre-Dame-aux-Nonnains de Troyes, peut-être la même personne que la précédente.

- Eudes de Vallery, cité en 1263 ou 1264, probablement seigneur de Marolles-sur-Seine après son père. Il épouse une femme dont le nom est inconnu, veuve de Gui d'Aulnay, mais n'a pas de postérité.

## Sources
- Foundation for Medieval Genealogy
- Édouard de Saint Phalle, « Histoire des seigneurs de Vendeuvre-sur-Barse, 1ère et 2ème parties », Mémoire de la Société Académique de l'Aube, vol. 138 et 139,‎ 2014-2015.
- Henri d'Arbois de Jubainville, Histoire des ducs et comtes de Champagne, 8 tomes, Paris, Librairie Auguste Durand, 1859-1869
- Théophile Boutiot, « Notice historique sur Vendeuvre et ses environs », Annuaire de la Société Académique de l'Aube,‎ 1859, p. 115 (lire en ligne).